# Metropolitan Borough of Walsall
Metropolitan Borough of Walsall är ett storstadsdistrikt (kommun) i grevskapet West Midlands i England,  Storbritannien. Distriktet har 286 105 invånare (2022)
Större orter är: Aldridge, Bloxwich, Brownhills, Darlaston,  Pelsall, Streetly, Walsall (huvudort) och Willenhall. Distriktet har inga civil parishes.